# Черату (Долж)
Черату (рум. Cerătu) насеље је у Румунији у округу Долж у општини Черат. Oпштина се налази на надморској висини од 62 m.

## Становништво
Према подацима из 2011. године у насељу је живело 3851 становника.